# Hello, Dolly! (film din 1969)
Hello, Dolly! (titlul original: în engleză Hello, Dolly!) este un film muzical de comedie romantică american, realizat în 1969 de regizorul Gene Kelly, după comedia muzicală din 1964 de Michael Stewart și piesa Pețitoarea (The Matchmaker) a lui Thornton Wilder, protagoniști fiind actorii Barbra Streisand, Walter Matthau, Michael Crawford și Marianne McAndrew.

## Rezumat
Acțiunea filmului are loc în 1890: pețitoarea văduvă Dolly Levi călătorește la Yonkers, New York, pentru a-și cunoaște clientul, „mezzo-milionarul” necăsătorit Horace Vandergelder. Acolo aranjează pentru el, pe care de fapt și-ar dori ea însăși să-l câștige, o întâlnire cu pălăriereasa Irene Molloy în New York. Înainte de plecare, Dolly îi convinge pe cei doi angajați ai magazinului, Cornelius Hackl și Barnaby Tucker, care de fapt ar trebui să aibă grijă de magazin în timpul absenței șefei lor, și nepoata lui Vandergelder, Ermengarde și logodnicul ei Ambrose Kemper să meargă și ei cu ea la New York, unde îi organizează o vizită la magazinul Irenei Molloy, ca din întâmplare. Lui Cornelius și Barnaby îi plac imediat Irene și angajata ei Minnie Fay, dar trebuie să se ascundă când sosește Horace Vandergelder.
Dolly continuă să-și pună în acțiune planul de a-l agăța pe Horace și îi propune o întâlnire seara la elegantul restaurant Harmonia Gardens, care a fost localul lor obișnuit și favorit până la moartea soțului ei. Întoarcerea lui Dolly la fostul ei restaurant favorit este triumfătoare și îl convinge pe Horace, care voia să se strecoare pe furiș după reprezentația ei, să ia cina cu ea.
Cornelius și Barnaby le-au invitat și pe Irene și Minnie la Harmonia Gardens, dar, la fel ca Ermengarde și Ambrose, își dau seama curând că nu își pot permite prețurile mari de acolo. În timp ce încearcă să se strecoare, Horace Vandergelder îi descoperă și îi ia la rost. Horace părăsește apoi restaurantul înfuriat, dar o întâlnește pe Dolly afară, care i-a spus inițial că poate sta departe de ea cu mimica lui groaznică și că ar trebui să-și petreacă viitorul cu casa lui de marcat dîn partea ei. Pleacă în trăsură, lăsându-l pe Horace Vandergelder uluit.
A doua zi, Dolly merge din nou la Horace în Yonkers, îl cere să-i ierte pe cei doi angajați și pe nepoata lui, care acum poate fi cu partenerii lor fiecare, și în cele din urmă își mărturisește dragostea pentru el. Horace este surprins, dar nu este contrariat față de toată treaba și, în cele din urmă, acceptă o relație cu ea. Și cum totul e bine când se termină cu bine, Dolly Levi și Horace Vandergelder se căsătoresc.

## Distribuție
- Barbra Streisand – Dolly Levi

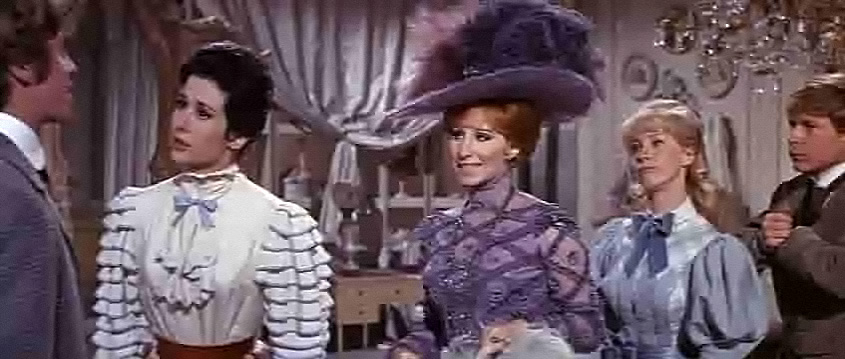
st-dr: Michael Crawford, Marianne McAndrew, Barbra Streisand, E. J. Peaker și Danny Lockin

- Walter Matthau – Horace Vandergelder
- Michael Crawford – Cornelius Hackl
- Marianne McAndrew – Irene Molloy
  - Melissa Stafford – vocea cântată a lui Irene (interpretat solo, nemenționată)
- E. J. Peaker – Minnie Fay
  - Gilda Maiken – vocea cântată a lui Minnie (interpretat în grup);
- Danny Lockin – Barnaby Tucker
- Joyce Ames – Ermengarde Vandergelder
- Tommy Tune – Ambrose Kemper
- Judy Knaiz – Gussie Granger / Ernestina Semple
- David Hurst – Rudolph Reisenweber
- Fritz Feld – Fritz, chelnerul neamț
- Richard Collier – Joe, bărbierul lui Vandergelder
- J. Pat O'Malley – polițistul din parc
- Louis Armstrong – șeful orchestrei
- Scatman Crothers – portarul (nemenționat)
- Tucker Smith – dansatorul (nemenționat)
- Jennifer Gan – Miss Bolivia (nemenționată)

## Melodii din film
- Call On Dolly – grup

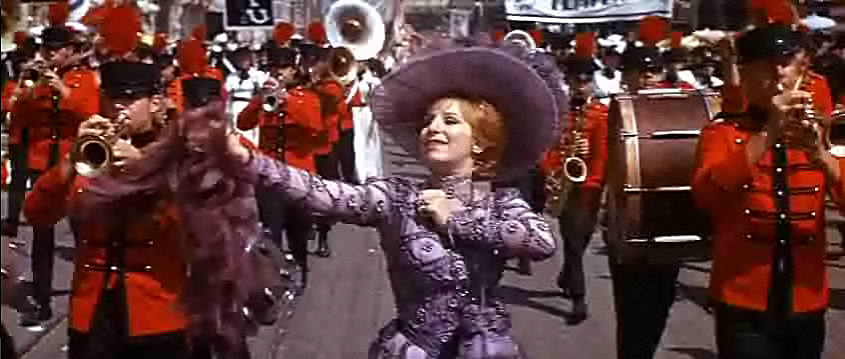
Barbra Streisand în Before the Parade Passes By

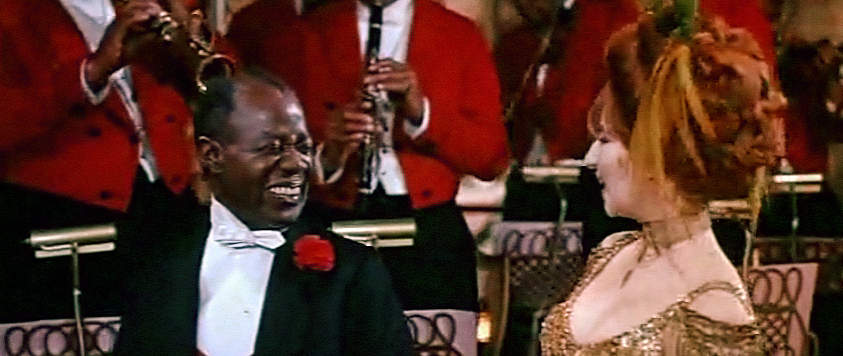
Louis Armstrong, care a avut o înregistrare de succes cu melodia de titlu, ca șeful orchestrei

- Just Leave Everything To Me – Dolly
- It Takes a Woman – Horace
- It Takes a Woman (reprise) – Dolly
- Put on Your Sunday Clothes – Dolly, Cornelius și grup
- Ribbons down My Back – Irene
- Dancing'' – Dolly, Cornelius și grup
- Before the Parade Passes By (Înainte de paradă) – Dolly
- Elegance – Cornelius și grup
- Love Is Only Love – Dolly
- Hello, Dolly! (Salut, Dolly!) – Dolly, Louis Armstrong și grup
- It Only Takes a Moment (Durează doar un moment) – Cornelius
- So Long, Dearie (Adio, scumpo) – Dolly
- Finale (Final) – Dolly, Horace, Cornelius și grup

## Premii și nominalizări
- 1970 - Premiile Oscar
  - Premiul Oscar pentru cele mai bune decoruri lui John DeCuir, Jack Martin Smith, Herman A. Blumenthal, Walter M. Scott, George James Hopkins și Raphael Bretton
  - Premiul Oscar pentru cel mai bun sunet lui Jack Solomon și Murray Spivack
  - Premiul Oscar pentru cea mai bună coloană sonoră lui Lennie Hayton și Lionel Newman
  - Nominalizare la Cel mai bun film lui Ernest Lehman
  - Nominalizare la Cea mai bună imagine lui Harry Stradling Sr.
  - Nominalizare la Cele mai bune costume lui Irene Sharaff
  - Nominalizare la Cel mai bun montaj lui William Reynolds
- 1970 – Premiile Globul de Aur
  - Nominalizare la Cel mai bun film (muzical/comedie)
  - Nominalizare la Cel mai bun regizor lui Gene Kelly
  - Nominalizare la Cea mai bună actriță (muzical/comedie) lui Barbra Streisand
  - Nominalizare la Cea mai bună actriță în rol secundar lui Marianne McAndrew
  - Nominalizare la Cea mai bună actriță debutantă lui Marianne McAndrew
- 1970 – Premiile BAFTA
  - Nominalizare la Cea mai bună actriță lui Barbra Streisand
  - Nominalizare la Cea mai bună imagine lui Harry Stradling Sr.
  - Nominalizare la Cele mai bune decoruri lui John DeCuir[2]

## Lansare
Filmul Hello, Dolly! a avut premiera în SUA pe data de 16 decembrie 1969.
În România premiera filmului a avut loc la data de 24 mai 1971 la „Sala Palatului” din capitală.